# Tambourissa gracilis
Tambourissa gracilis är en tvåhjärtbladig växtart som beskrevs av Janet Russell Perkins. Tambourissa gracilis ingår i släktet Tambourissa och familjen Monimiaceae. Inga underarter finns listade i Catalogue of Life.